# Liste der börsennotierten österreichischen Unternehmen
Diese Liste enthält alle börsennotierten Unternehmen (Aktiengesellschaften und Europäische Gesellschaften) mit Haupt-Firmensitz in Österreich. Dies schließt neben den an der Wiener Börse gehandelten Aktien auch solche ein, die an einem ausländischen Börsenplatz wie der Frankfurter Wertpapierbörse oder der Swiss Exchange notiert sind.
Unternehmen, die durch Delisting, Fusion etc. von der Börse genommen wurden, sind nicht mehr aufgeführt, sondern befinden sich in der Liste der ehemals börsennotierten österreichischen Unternehmen. Unternehmen in Liquidation (i.L.) oder in Abwicklung (i. A.) bleiben in der Liste, solange ihre Anteile an der Börse handelbar sind.

## A
- AB Effectenbeteiligungen AG
- AGRANA Beteiligungs-AG
- Andritz AG
- ANMATHE Beteiligungs AG
- AT&S Austria Technologie & Systemtechnik AG
- Athos Immobilien AG
- Austria Email AG
- ams AG

## B
- Bank für Kärnten und Steiermark AG
- Bank für Tirol und Vorarlberg AG
- Bawag P.S.K.[1]
- BDI – BioEnergy International AG
- BEKO Holding AG
- Binder+Co AG
- BKS Bank AG
- Brain Force Holding AG
- Burgenland Holding AG
- bwin Interactive Entertainment AG
- BWT AG

## C
- C-Quadrat Investment AG
- CA Immobilien International AG
- CA Immobilien Anlagen AG
- Capexit II CEE Private Equity Invest AG
- Christ Water Technology AG
- Constantia Packaging AG
- conwert Immobilien Invest SE
- CPI Immobilien AG
- CPI Thes Immobilien AG

## D
- Do & Co Restaurants & Catering AG

## E
- ECO Business-Immobilien AG
- Erste Bank der österreichischen Sparkassen AG
- Erste Group Bank AG
- ETV Holding AG
- Euromarketing AG i. A.
- EVN AG
- EYBL International AG

## F
- Fabasoft AG
- Feratel Media Technologies AG
- Flughafen Wien AG
- Frauenthal Holding AG

## G
- Gericom AG
- Gurktaler Aktiengesellschaft

## H
- Hirsch Servo AG
- HTA Beteiligungs-Invest AG
- HTI High Tech Industries AG
- Hutter & Schrantz AG
- Hypo Vorarlberg Bank

## I
- Immofinanz AG
- Imperial Hotels Austria AG
- Inku AG
- IPO Board.Net AG

## J
- Josef Manner & Comp. AG

## K
- Kapsch Trafficcom AG
- Kreco Realitäten AG
- KTM AG

## L
- L.A.I. Beteiligungs-Investment AG
- Lenzing AG
- Linz Textil Holding AG

## M
- Management Trust Holding AG
- Maschinenfabrik Heid AG
- Mayr-Melnhof Karton AG
- Miba AG

## O
- Oberbank AG
- Österreichische Elektrizitätswirtschafts-AG
- Österreichische Post AG
- Österreichische Volksbanken AG (umbenannt in immigon Portfolioabbau AG, seit Juli 2015 in Abwicklung)
- OMV AG
- Ottakringer Brauerei AG

## P
- Palfinger AG
- Pankl & Hoffmann AG
- Petro Welt Technologies AG
- PLA Eurologistics AG
- Plaut AG
- Polytec Holding AG
- Porr AG
- Prime Site Immobilien AG
- Private Equity Performance Beteiligungs AG

## Q
- Quanmax AG

## R
- Raiffeisen International Bank+Holding AG
- Rath AG
- RHI AG
- Rosenbauer International AG

## S
- S&T System Integration & Technology Distribution AG
- Sanochemia Pharmazeutika AG
- Schlumberger AG
- Schoeller-Bleckmann Oilfield Equipment AG
- Semperit AG Holding
- SLAV Handel, Vertretung und Beteiligung AG
- Sparkassen-Immobilienanlagen AG
- Stadlauer Malzfabrik AG
- STRABAG SE
- SW Umwelttechnik Stoiser & Wolschner AG

## T
- Telekom Austria AG
- TG Holding AG

## U
- UBM Development AG
- UNIQA Versicherungen AG
- Unternehmens Invest AG
- Update software AG

## V
- Verbund AG
- voestalpine AG
- Valneva SE, entstanden aus der Fusion der französischen Vivalis SA mit der in Wien börsennotierten Intercell

## W
- Warimpex Finanz- und Beteiligungs AG
- Wiener Privatbank Immobilieninvest AG
- Wiener Städtische Allgemeine Versicherung AG Vienna Insurance Group
- Wienerberger AG
- Wolford AG

## Z
- Zumtobel AG